# Kansai
Il Kansai (giapp. 関西), conosciuto anche come Kinki (近畿地方, Kinki-chihō) o Kinai, è una delle otto regioni del Giappone, situata nella zona meridionale dell'isola principale del Paese, Honshū. Anticamente l'area era nota come Kamigata e presentava un contraltare culturale e politico della capitale shogunale Edo.
Il kanji Ki, (畿) in Kinki, può anche esser letto miyako, che significa città o capitale. Questo deriva dal fatto che nel periodo Nara e nel periodo Heian la capitale del Giappone era situata in questa regione.
Il Kansai include le prefetture di Nara, Wakayama, Mie, Kyōto, Ōsaka, Hyōgo, e Shiga. La zona è servita dall'omonimo aeroporto intercontinentale.

## Generalità
La regione del Kansai è un centro di cultura e il cuore storico del Giappone. Occupa l'11% del territorio nazionale e nel 2010 contava 22 757 897 residenti. La pianura di Osaka, con le città di Osaka e Kyoto forma il nucleo della regione: da questa il territorio del Kansai si stende nel Mare interno di Seto verso Kōbe e Himeji e a est comprende il lago Biwa, il lago di acqua dolce più grande del Giappone. A nord la regione si affaccia sul Mar del Giappone; a sud è limitata dalla penisola di Kii e dall'Oceano Pacifico e a est dai Monti Ibuki e dalla baia di Ise
Quattro dei parchi nazionali del Giappone si trovano entro i suoi confini, del tutto o in parte. Il suo territorio contiene sei delle sette prefetture maggiori in termini di tesori nazionali. Altre caratteristiche geografiche comprendono Amanohashidate, nella Prefettura di Kyoto e l'Isola Awaji nella Prefettura di Hyōgo.
La regione del Kansai è spesso posta a confronto con la regione di Kantō, che si trova a est ed è costituita principalmente da Tokyo e dai suoi dintorni. Mentre la regione di Kantō è il simbolo della standardizzazione in Giappone, la regione del Kansai mostra molte più idiosincrasie – la cultura a Kyoto, il mercantilismo di Osaka, la storia di Nara o il cosmopolitismo di Kōbe – e rappresenta il punto focale della controcultura in Giappone. Questa rivalità est-ovest ha profonde radici storiche nel Periodo Edo. Con una popolazione di samurai inferiore all'1%, la cultura della città mercantile di Osaka era in forte contrasto con quella di Edo, sede dello shogunato Tokugawa.
Il Kansai è noto per il suo cibo, specialmente Osaka, come dice un detto popolare, "Gli abitanti di Kyoto si rovinano spendendo in abbigliamento, quelli di Osaka si rovinano spendendo per il cibo" (京の着倒れ、大阪の食い倒れ Kyō no Kidaore, Ōsaka no Kuidaore).
Piatti popolari di Osaka sono takoyaki, okonomiyaki, kitsune udon e kushikatsu.
Kyoto è considerata la Mecca della cucina giapponese come la kaiseki. Il Kansai ha molti razze bovine (wagyū) come il manzo di Kobe e il bovino Tajima di Hyōgo, il manzo del Matsusaka da Mie e il manzo di Ōmi da Shiga. Il sakè è un'altra specialità della regione: le zone di Nada-Gogō e di Fushimi producono il 45% di tutto il sakè prodotto in Giappone. Al contrario del cibo del Giappone orientale, quello del Kansai tende a essere più dolce e cibi come il nattō tendono a essere meno popolari.
I dialetti giapponesi degli abitanti del Kasai, comunemente detti Kansai-ben, hanno le loro varianti nella pronuncia, nel vocabolario e nella grammatica.
Il Kansai è una regione ove prospera di più, in Giappone, lo sport del baseball e conta due squadre di professionisti che giocano in prima serie.

## Immagini della regione

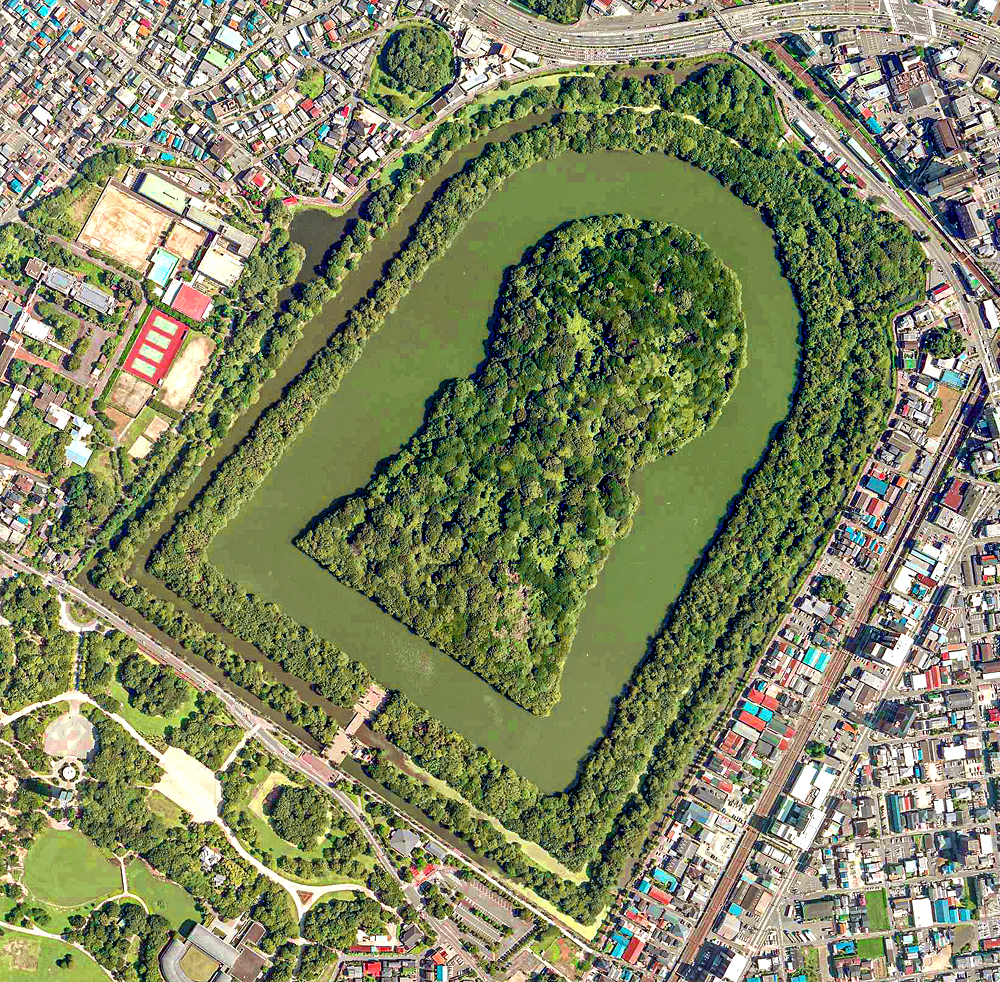
Daisen Kofun, il più grande tumulo sepolcrale del mondo.
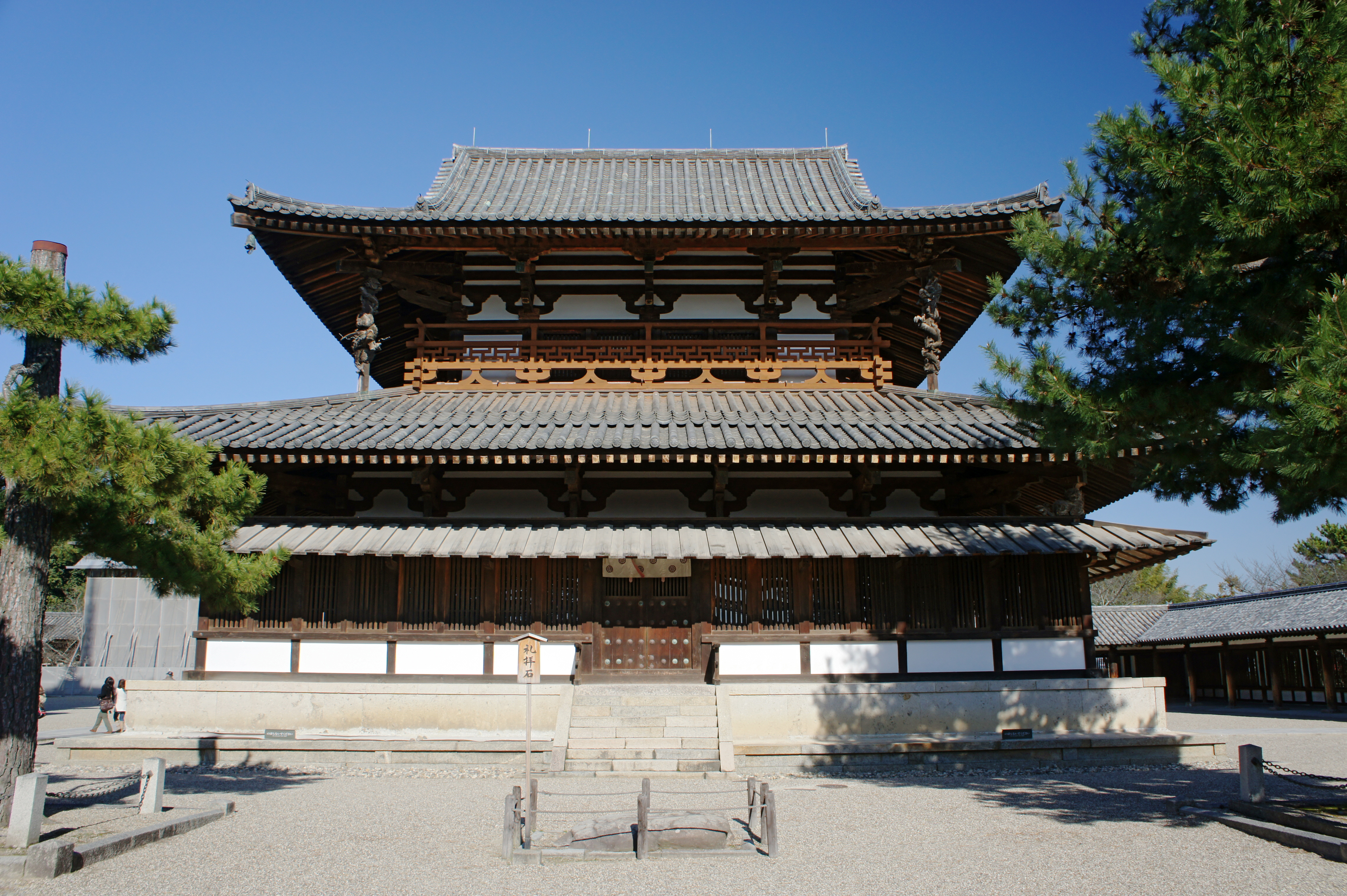
Hōryū-ji la più antica struttura in legno del mondo.
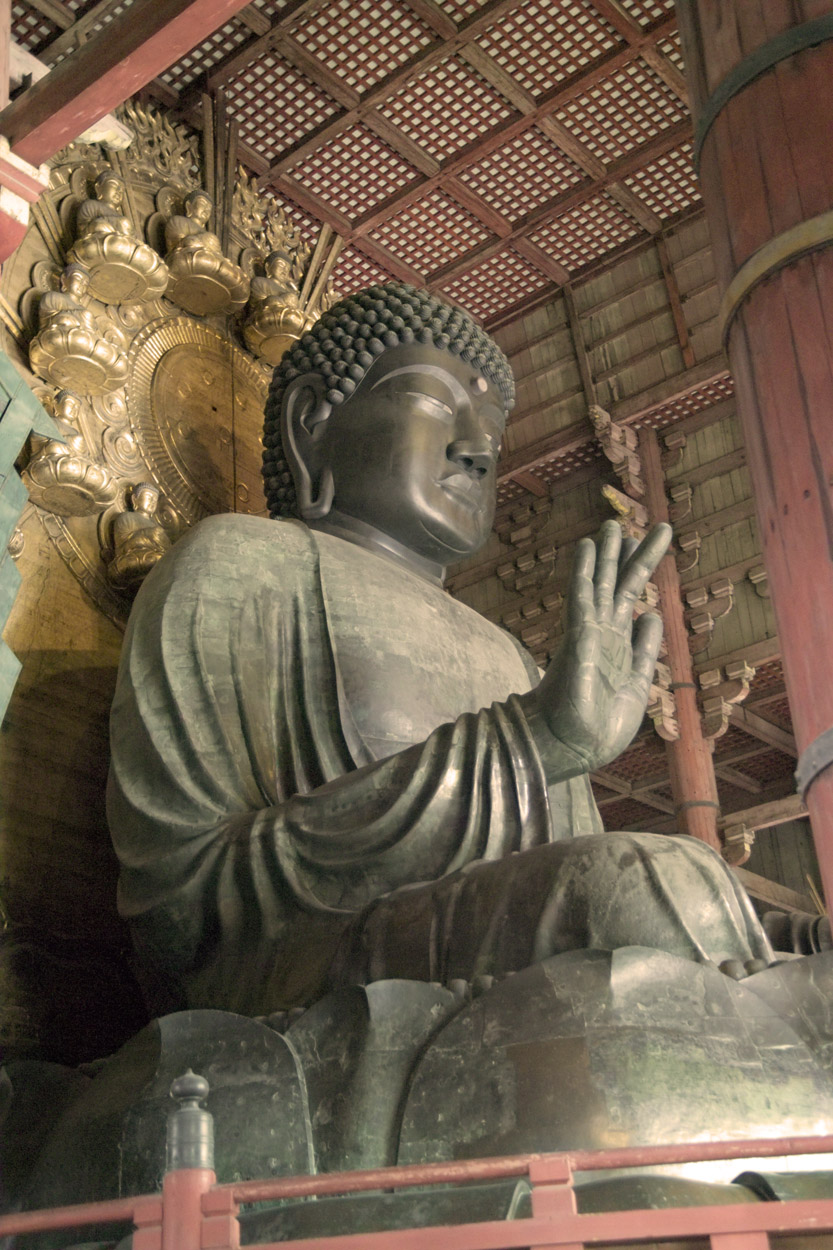
Daibutsu a Tōdai-ji, la più grande statua in bronzo del mondo.
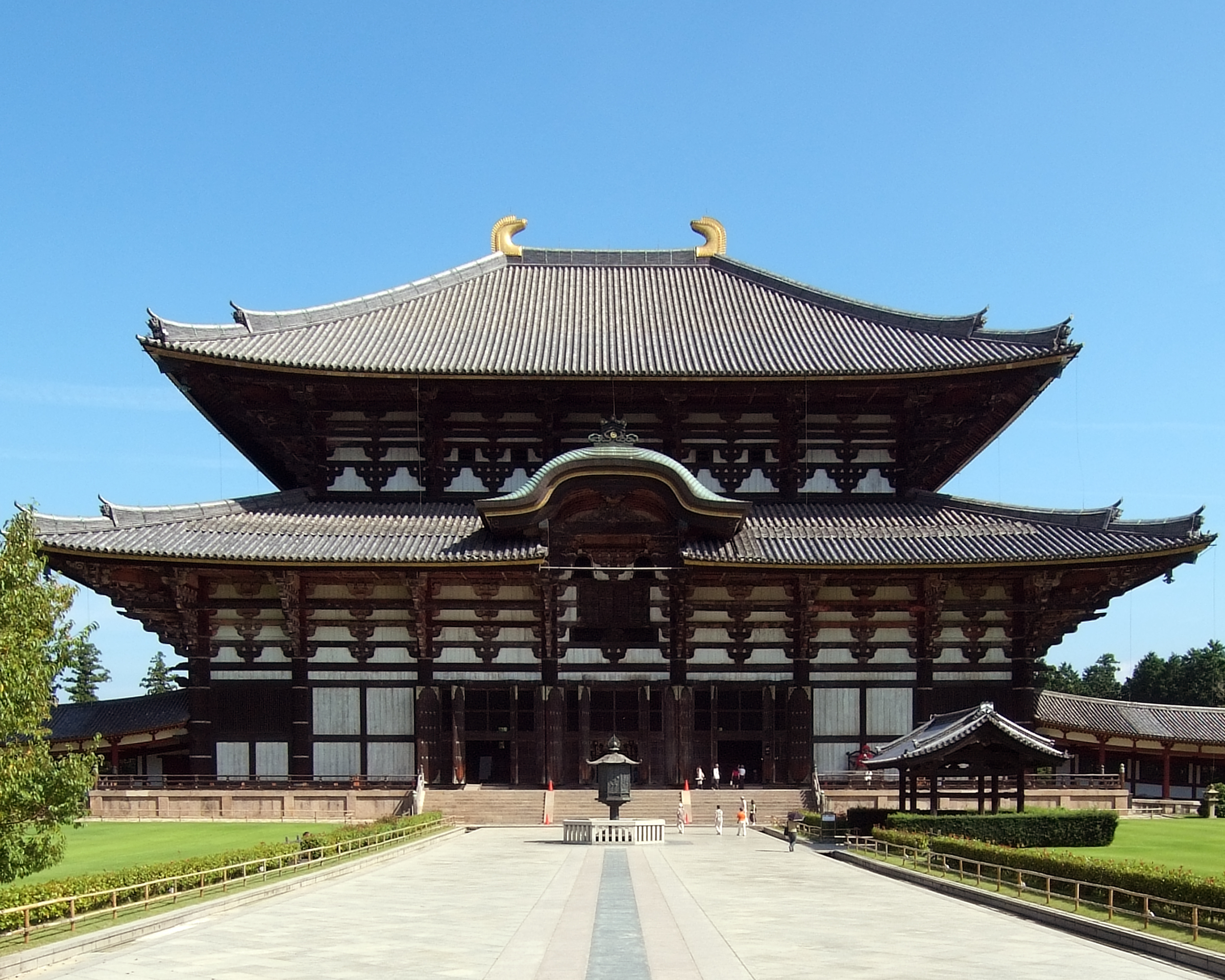
Tōdai-ji, la più grande struttura in legno del mondo.
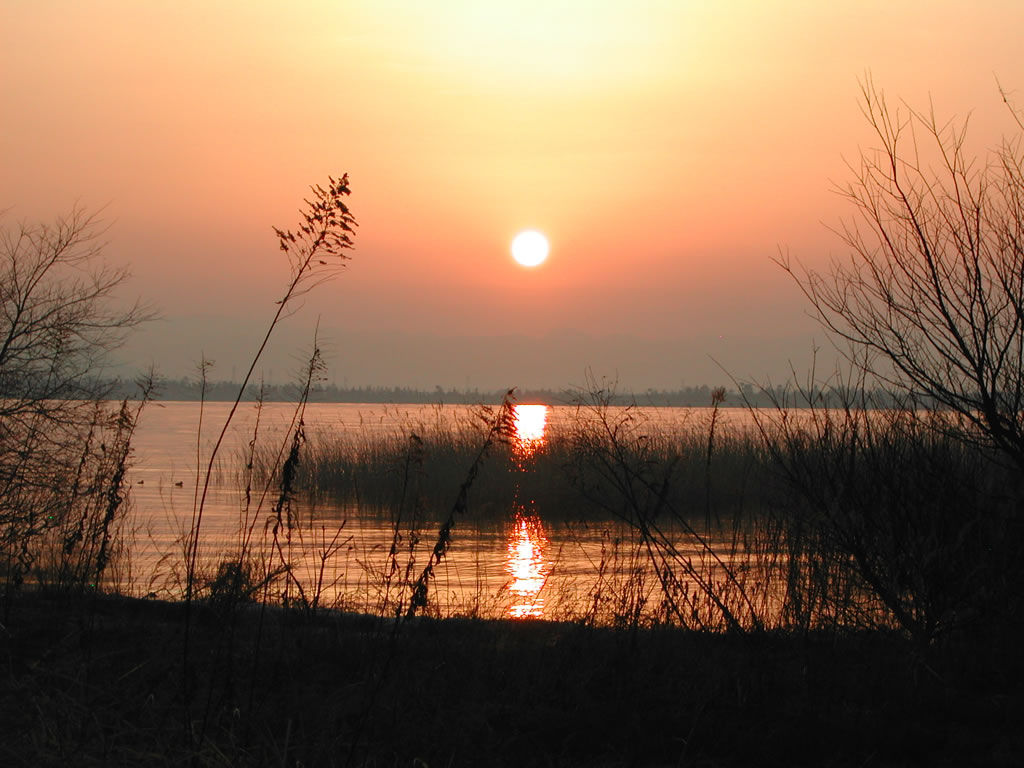
Lago Biwa, il più grande lago del Giappone e il terzo nel mondo.
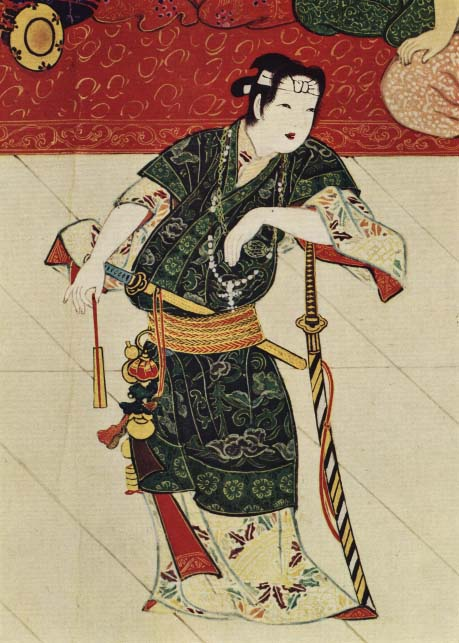
Izumo no Okuni, che fondò Kabuki a Kyoto.
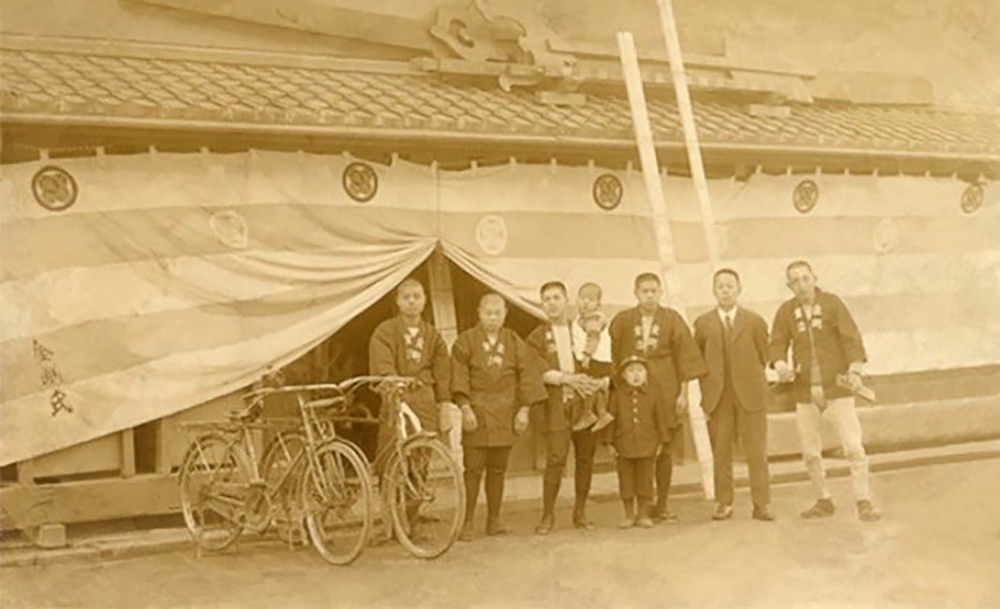
Kongō Gumi, era la più antica società ancora operativa nel mondo.
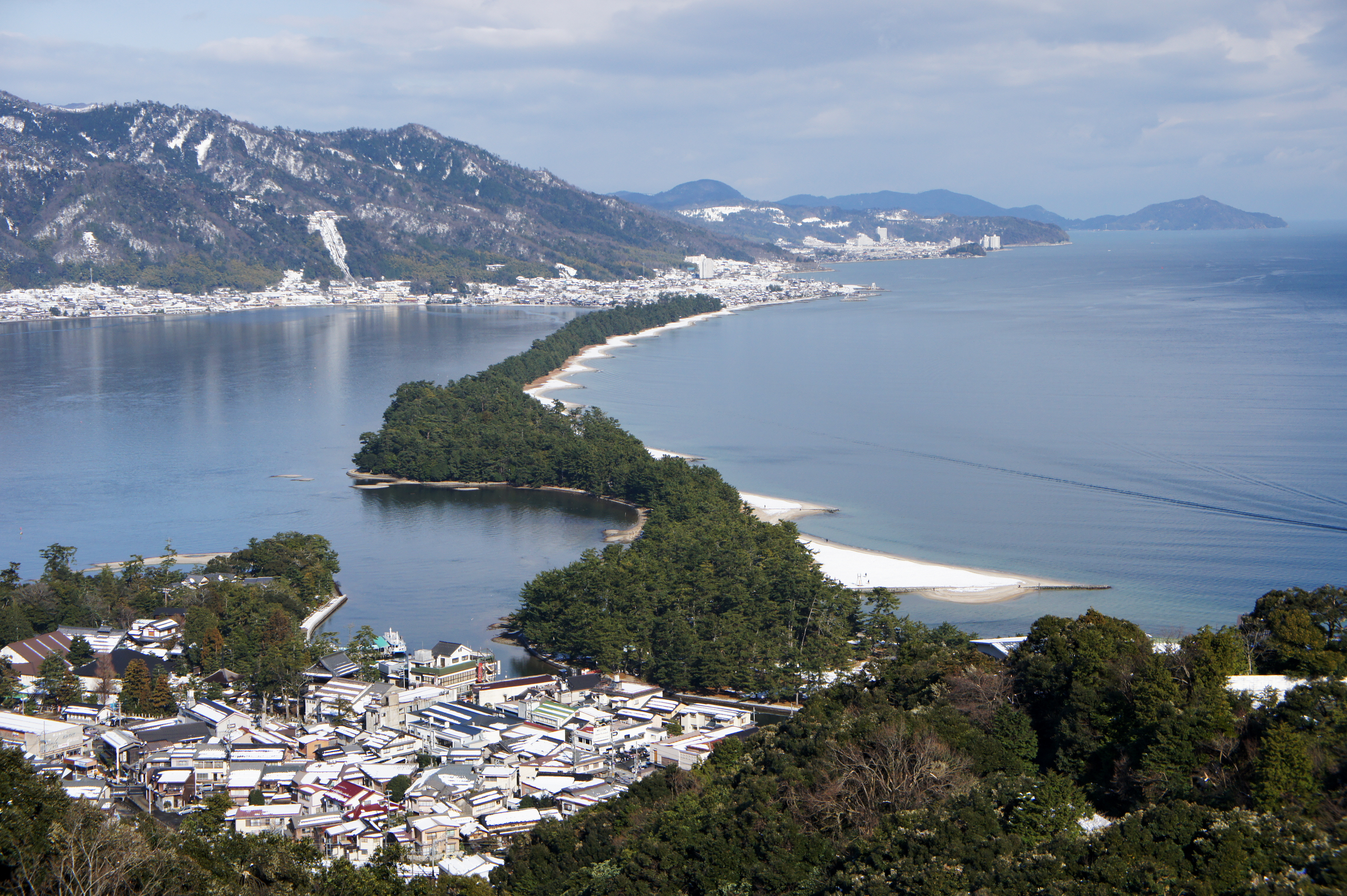
Amanohashidate, una delle tre vedute del Giappone.
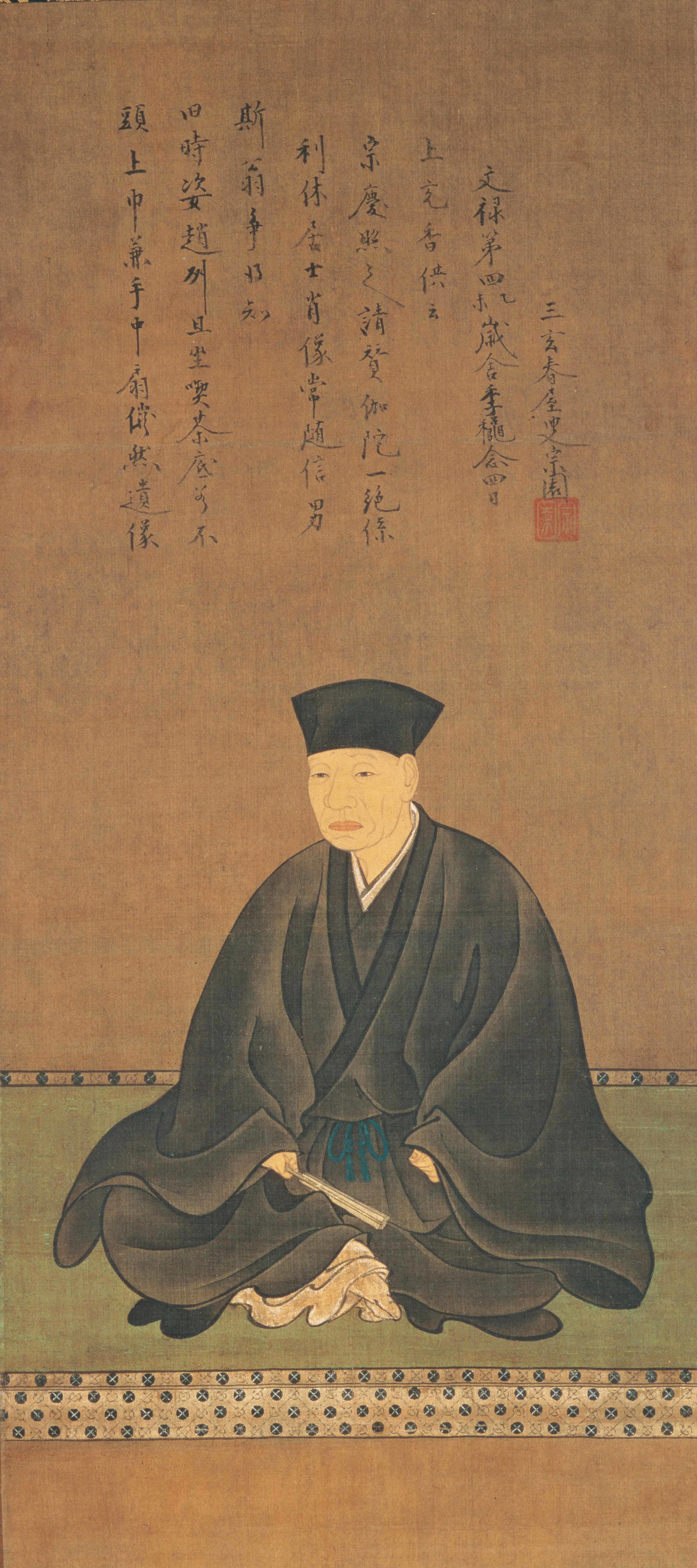
Sen no Rikyū, un mercante di Sakai, che perfezionò la cerimonia giapponese del tè.
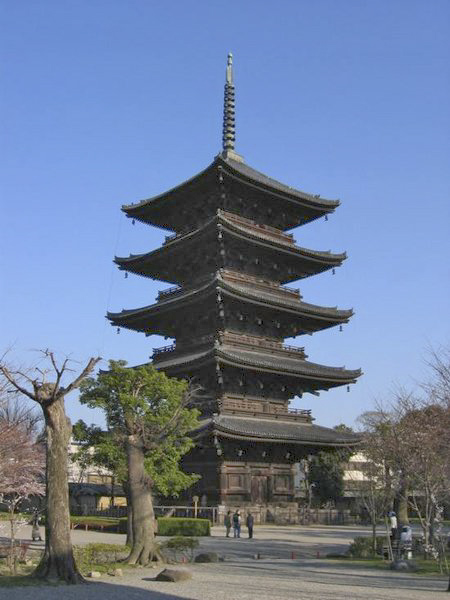
La più alta pagoda del Giappone, a Tō-ji, Kyoto.
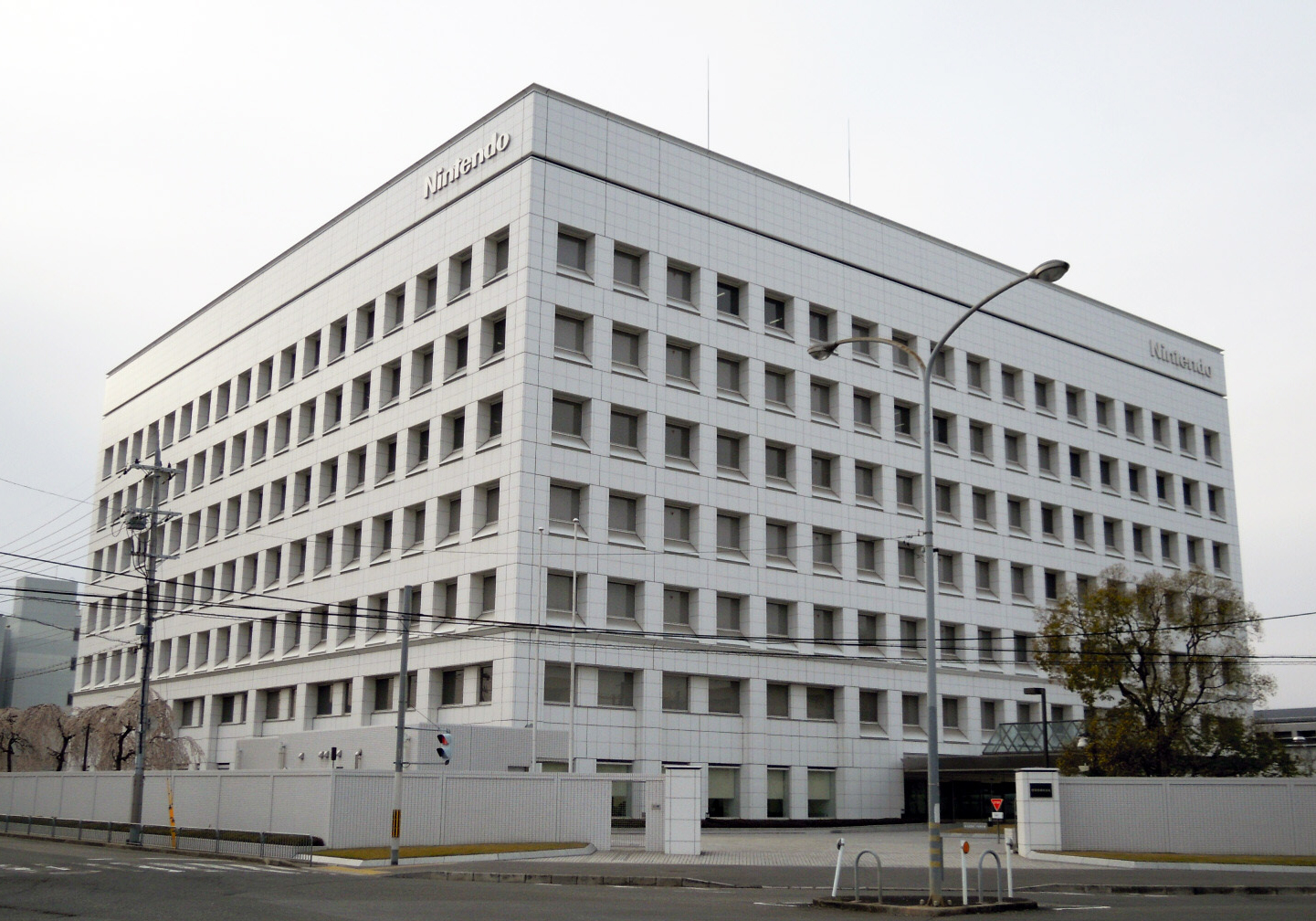
Nintendo, divenuta la società produttrice di video game di maggior successo al mondo.
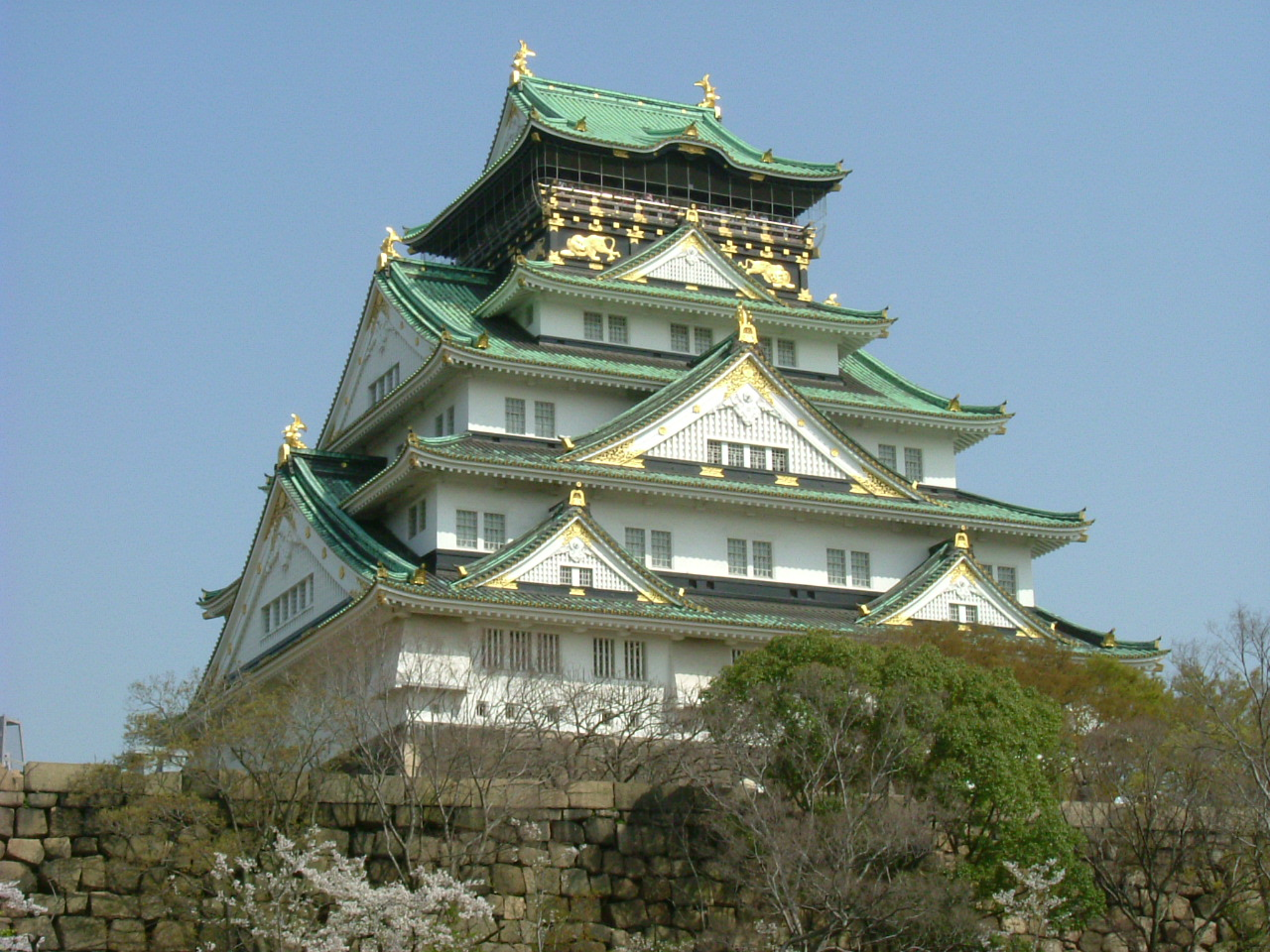
Il Castello di Osaka.